# Arianta frangepanii
Arianta frangepanii is een slakkensoort uit de familie van de Helicidae. De wetenschappelijke naam van de soort is voor het eerst geldig gepubliceerd in 1906 door Kormos.